# Morti nel 1985/Giugno
| Questa pagina contiene informazioni ricavate automaticamente dalle voci biografiche con l'ausilio del template Bio e di un bot. L'aggiornamento è periodico e automatico e ricostruisce completamente la pagina. Se manca una persona in questa lista, sei pregato di non aggiungerla, ma accertati piuttosto che la sua voce biografica contenga il template Bio e che i dati anagrafici siano correttamente compilati. Se il template Bio manca, inseriscilo tu stesso o, in alternativa, metti l'avviso {{tmp\|Bio}} che ne segnala la mancanza. Se i dati riportati sono sbagliati, correggi direttamente la voce biografica; le modifiche saranno visibili in questa lista entro pochi giorni. Per chiarimenti vedi il progetto biografie. La lista contiene solo le 77 persone che sono citate nell'enciclopedia e per le quali è stato implementato correttamente il template Bio. Pagina aggiornata al 3 mar 2024. |

- 1º giugno - Ines Alfani Tellini, soprano e regista italiana (n. 1896)
- 1º giugno - Richard Greene, attore inglese (n. 1918)
- 1º giugno - Francesco Vida, scialpinista, sciatore di pattuglia militare e dirigente sportivo italiano (n. 1903)
- 2 giugno - Gilberto Elsa, nuotatore italiano (n. 1938)
- 2 giugno - Armando Renzi, compositore, pianista e direttore d'orchestra italiano (n. 1915)
- 2 giugno - Vladimir Voronov, attore sovietico (n. 1890)
- 3 giugno - Giuseppe Castruccio, calciatore, diplomatico e militare italiano (n. 1887)
- 3 giugno - Giuseppe Maffioli, autore televisivo, attore e gastronomo italiano (n. 1925)
- 3 giugno - Sean Sullivan, attore canadese (n. 1921)
- 3 giugno - Don Wheldon, hockeista su ghiaccio statunitense (n. 1954)
- 3 giugno - Antonio Zancanaro, hockeista su pista, pittore e incisore italiano (n. 1906)
- 4 giugno - Luigi Rossari, ingegnere e dirigente d'azienda italiano (n. 1903)
- 4 giugno - Gleb Struve, scrittore, saggista e critico letterario russo (n. 1898)
- 6 giugno - Willy Bocklant, ciclista su strada belga (n. 1941)
- 6 giugno - Nadia Campana, poetessa, traduttrice e saggista italiana (n. 1954)
- 6 giugno - Pio Chiaruttini, inventore e imprenditore italiano (n. 1901)
- 6 giugno - Vladimir Jankélévitch, filosofo e musicologo francese (n. 1903)
- 6 giugno - Leonard Lake, serial killer statunitense (n. 1945)
- 7 giugno - Rudolf Burkert, sciatore nordico cecoslovacco (n. 1904)
- 7 giugno - Georgia Hale, attrice statunitense (n. 1905)
- 8 giugno - Charles LeMaire, costumista statunitense (n. 1897)
- 8 giugno - José Maria Zabalza, regista e sceneggiatore spagnolo (n. 1928)
- 9 giugno - Fritz Keller, calciatore francese (n. 1913)
- 9 giugno - Norberto Sopranzi, saggista, drammaturgo e scrittore italiano (n. 1904)
- 10 giugno - George Chandler, attore statunitense (n. 1898)
- 10 giugno - Libero Della Briotta, politico italiano (n. 1925)
- 10 giugno - Gurli Ewerlund, nuotatrice svedese (n. 1902)
- 10 giugno - Heinrich Gley, militare tedesco (n. 1901)
- 11 giugno - Mario Andreis, politico e antifascista italiano (n. 1907)
- 11 giugno - Pierre Tal-Coat, pittore francese (n. 1905)
- 11 giugno - James Moynagh, vescovo cattolico e missionario irlandese (n. 1903)
- 11 giugno - Augusto Murer, scultore, pittore e partigiano italiano (n. 1922)
- 11 giugno - Karen Ann Quinlan,  statunitense (n. 1954)
- 11 giugno - Pedro Regueiro, calciatore spagnolo (n. 1909)
- 12 giugno - Alessandro Ferdinando di Prussia, principe prussiano (n. 1912)
- 12 giugno - Dino Barsotti, canottiere italiano (n. 1903)
- 12 giugno - Helmuth Plessner, filosofo e sociologo tedesco (n. 1892)
- 13 giugno - Hans-Heinrich Reckeweg, medico tedesco (n. 1905)
- 14 giugno - Irene Delroy, attrice statunitense (n. 1900)
- 15 giugno - Ruggero Bauli, pasticciere e imprenditore italiano (n. 1895)
- 15 giugno - Georges Bonello, calciatore francese (n. 1898)
- 15 giugno - Yūichi Inoue, pittore giapponese (n. 1916)
- 15 giugno - Andy Stanfield, velocista statunitense (n. 1927)
- 16 giugno - Yoʻldosh Aʼzamov, attore, regista e drammaturgo sovietico (n. 1909)
- 16 giugno - Aleksandr Isaakovič Kitajgorodskij, fisico sovietico (n. 1914)
- 17 giugno - John e Roy Boulting, regista, sceneggiatore e produttore cinematografico inglese (n. 1913)
- 17 giugno - Federico Curiel, regista, sceneggiatore e attore messicano (n. 1917)
- 17 giugno - Kirill Semënovič Moskalenko, generale e politico sovietico (n. 1902)
- 18 giugno - Giulio Cerreti, sindacalista, politico e giornalista italiano (n. 1903)
- 18 giugno - Paul Colin, pubblicitario francese (n. 1892)
- 19 giugno - Ilka Gedő, pittrice e disegnatrice ungherese (n. 1921)
- 20 giugno - Dragomir Tošić, calciatore jugoslavo (n. 1911)
- 21 giugno - Ettore Boiardi, imprenditore italiano (n. 1897)
- 21 giugno - Errico D'Amico, politico italiano (n. 1911)
- 21 giugno - Tage Erlander, politico svedese (n. 1901)
- 22 giugno - Guido Ceccherini, politico, partigiano e arbitro di calcio italiano (n. 1906)
- 22 giugno - Marino Piazzolla, poeta e scrittore italiano (n. 1910)
- 22 giugno - Piero Tellini, sceneggiatore e regista italiano (n. 1917)
- 22 giugno - Patricia Ward, tennista britannica (n. 1929)
- 22 giugno - Günter Wyszecki, fisico tedesco (n. 1925)
- 23 giugno - Cecil Isbell, giocatore di football americano e allenatore di football americano statunitense (n. 1915)
- 23 giugno - Leonid Rumjancev, calciatore sovietico (n. 1916)
- 23 giugno - Angelo Tomelleri, politico italiano (n. 1924)
- 25 giugno - Vincenzo Lucertini, generale e aviatore italiano (n. 1914)
- 25 giugno - Luciano Rufino, sindacalista e politico italiano (n. 1926)
- 25 giugno - Renato Ziaco, medico, sportivo e scrittore italiano (n. 1927)
- 26 giugno - Frank Dancewicz, giocatore di football americano statunitense (n. 1924)
- 27 giugno - Pietro Rizzo, prefetto, linguista e esperantista italiano (n. 1907)
- 27 giugno - Elias Sarkis, politico libanese (n. 1924)
- 27 giugno - Dino Tasselli, calciatore italiano (n. 1910)
- 28 giugno - James Craig, attore statunitense (n. 1912)
- 28 giugno - Vittorio Ghirlanda, calciatore italiano (n. 1919)
- 28 giugno - Mischa Spoliansky, compositore russo (n. 1898)
- 29 giugno - Andrzej Kijowski, scrittore e critico letterario polacco (n. 1928)
- 30 giugno - Angelo Bellato, politico italiano (n. 1900)
- 30 giugno - Max-Josef Pemsel, generale tedesco (n. 1897)
- 30 giugno - Haruo Remeliik, politico palauano (n. 1933)